# Saint-Pancré
Saint-Pancré é uma comuna francesa na região administrativa de Grande Leste, no departamento de Meurthe-et-Moselle. Estende-se por uma área de 6,13 km². Em 2010 a comuna tinha 318 habitantes (densidade: 51,9 hab./km²).